# You Know What It Is
«You Know What It Is» es el segundo sencillo del álbum T.I. vs T.I.P. de T.I., lanzado durante el segundo cuarto de 2007. La canción cuenta con la colaboración musical de Wyclef Jean.
La versión oficial del sencillo, fue filtrada en internet el 12 de junio de 2007.
La canción fue utilizada en la exitosa serie Entourage de HBO (Episodio 4), donde se puede oír como música de fondo mientras unos sujetos se encuentran en un bar. 

## Video musical
Este es el segundo video musical de T.I. vs T.I.P.. Fue rodado en Miami y dirigido por Chris Robinson, amigo de T.I.. Desde el 12 de junio de 2007, el video ha estado disponible en iTunes. El rodaje realizó su debut en los Total Request Live de MTV, el 14 de junio, con apariciones cameo de B.G., Ky-Mani Marley y P$C. Este es el lado T.I.P.. Para el video se realizaron rodajes donde T.I. aparece en un avión, en un crucero, y posteriormente en su coche, como si se dirigiera de vacaciones a la ciudad natal de Wyclef.

## Listas musicales de sencillos

### Nacionales
| América        |                   |    |
| Estados Unidos | Billboard Hot 100 | 34 |